# Josef Páleníček
Josef Páleníček (* 19. Juli 1914 in  Travnik, Bosnien; † 7. März 1991 in Prag) war ein tschechischer Pianist und Komponist.

## Leben
Im Alter von 12 Jahren trat er als Solist auf. Als Schüler von Karel Hoffmeister besuchte er das Prager Konservatorium und die  Mistrovská Skola in Prag. Nebenher studierte er auch Jura in Prag. 1935 gründete er das Smetana Trio. In den Jahren 1936 bis 1938 zog er nach Paris, wo er unter anderem Unterricht in Klavier von Alfred Cortot und in Kammermusik von Pierre Fournier erhielt. 1939 kehrte er als Professor am höheren Musikkonservatorium von Prag in die Tschechoslowakei zurück.
Bis zum Jahre 1978 hatte er die Leitung des zwischenzeitlich in Tschechisches Trio umbenannten Smetana-Trios inne.
Schwerpunkt seines Repertoires waren neben tschechischen Komponisten wie Leoš Janáček und Bohuslav Martinů, den er in seiner Pariser Zeit persönlich kennenlernte, die Werke von Beethoven und Schubert.
Unter den zahlreichen Schallplatteneinspielungen sind die zusammen mit dem Dirigenten Karel Ančerl erwähnenswert.  Sein Grab befindet sich auf dem Friedhof von Žeranovice.
Páleníček war Mitglied der Jury des Santander Paloma O’Shea Klavierwettbewerbs im Jahr 1984.